# L'amicizia di Polo
L'amicizia di Polo è un film muto italiano del 1913 diretto e interpretato da Gian Paolo Rosmino.